# How To with John Wilson
How To with John Wilson är en amerikansk dokumentärserie vars första säsong hade premiär den 23 oktober 2020. Första säsongen bestod av sex avsnitt. Den tredje och sista säsongen har premiär den 28 juli 2023 på HBO Max.

## Handling
Serien kretsar kring New York-bon John Wilson och hans strävanden efter att ge goda vardagliga råd kring det moderna livet.

## Rollista i urval
- John Wilson
- Kyle MacLachlan